# Saint-Ismier
Saint-Ismier – miejscowość i gmina we Francji, w regionie Owernia-Rodan-Alpy, w departamencie Isère.
Według danych na rok 1990 gminę zamieszkiwały 5292 osoby, a gęstość zaludnienia wynosiła 355 osób/km² (wśród 2880 gmin regionu Rodan-Alpy Saint-Ismier plasuje się na 163. miejscu pod względem liczby ludności, natomiast pod względem powierzchni na miejscu 775.).
Przez gminę przepływa rzeka Isère. 